# Kepulana borneonensis
Kepulana borneonensis är en insektsart som beskrevs av Metcalf 1955. Kepulana borneonensis ingår i släktet Kepulana och familjen dvärgstritar. Inga underarter finns listade i Catalogue of Life.